# Himmelskörper (Album)
Himmelskörper ist das vierte Studioalbum der deutschen Band Heldmaschine.

## Geschichte
Es erschien am 4. November 2016 auf dem Label MP Records/Soulfood. Produziert wurde das Album von Chris Harms.
Als Single wurde vorab der Titel Sexschuss ausgekoppelt. Unter der Regie von Mark Feuerstake wurde ein zweites Video für den Titel Die Braut, das Meer gedreht.

## Trackliste
1. R
2. Himmelskörper
3. Auf allen Vieren
4. Die Braut, das Meer
5. Alles eins
6. Die Maschine spricht
7. Sexschuss
8. Kein zurück
9. Spieglein, Spieglein
10. Gegenwind
11. Das Mass ist voll
12. Dünnes Eis

## Rezensionen
„Heldmaschine wissen einfach zu überzeugen! Auf ihrem 4. Werk gelingt ihnen das Odin sei Dank auch wieder einwandfrei. Weiterentwicklungen sind hörbar, alte Stärken werden freilich einbezogen, die Themen schlagen wieder tiefe Kerben. Anklage und trotzdem genug „Freudens“-Themen wechseln sich hier gut ab ebenso wie die musikalische Breitseite. Mal deftig, mal ruhig. […] die elektronischen Elemente sind wieder sehr stark vertreten […]. Ich persönlich mochte „Lügen“ sehr, „Himmelskörper“ schafft dennoch eine Steigerung. Weiter so!“

„Heldmaschine besitzt Charme und Charisma, nicht zuletzt dank des ausdrucksstarken Gesangs von René Anlauff, der den niveauvoll-treffsicheren Texten den nötigen Tiefgang verpasst. „Himmelskörper“ ist ein ambitioniertes Album, mit reichlich Zündstoff und zwölf großartigen Kompositionen einer Formation, die damit ihre eigene Nische im NDH verteidigt und endgültig manifestiert.“